# Piridoksin 5'-fosfat sintaza
Piridoksin 5'-fosfat sintaza (EC 2.6.99.2, piridoksin 5-fosfat fosfo lijaza, PNP sintaza, PdxJ) je enzim sa sistematskim imenom 1-dezoksi--ksiluloza-5-fosfat:3-amino-2-oksopropil fosfat 3-amino-2-oksopropiltransferaza (fosfat-hidroliza; ciklizacija). Ovaj enzim katalizuje sledeću hemijsku reakciju
1-dezoksi--ksiluloza 5-fosfat + 3-amino-2-oksopropil fosfat {\displaystyle \rightleftharpoons } piridoksin 5'-fosfat + fosfat + 2H2O
Kod Escherichia coli, koenzim piridoksal 5'-fosfat se sintetizuje de novo.

## Literatura
- Nicholas C. Price; Lewis Stevens (1999). Fundamentals of Enzymology: The Cell and Molecular Biology of Catalytic Proteins (Third изд.). USA: Oxford University Press. ISBN 019850229X.
- Eric J. Toone (2006). Advances in Enzymology and Related Areas of Molecular Biology, Protein Evolution (Volume 75 изд.). Wiley-Interscience. ISBN 0471205036.
- Branden C; Tooze J. Introduction to Protein Structure. New York, NY: Garland Publishing. ISBN 0-8153-2305-0.
- Irwin H. Segel. Enzyme Kinetics: Behavior and Analysis of Rapid Equilibrium and Steady-State Enzyme Systems (Book 44 изд.). Wiley Classics Library. ISBN 0471303097.
- William P. Jencks (1987). Catalysis in Chemistry and Enzymology. Dover Publications. ISBN 0486654605.

## Spoljašnje veze
- Pyridoxine+5'-phosphate+synthase на 